# Општина Холбока (Јаши)
Холбока (рум. Holboca) општина је у Румунији у округу Јаши.
Oпштина се налази на надморској висини од 102 m.